# Kenneth Wessberg
Ralf Kenneth Wessberg, född 25 april 1950, är en svensk före detta fotbollsspelare (anfallare) som spelade för Gais åren 1969–1979.

## Karriär
Wessberg debuterade för Gais 1969, då han spelade fyra allsvenska matcher och gjorde ett mål. Han var därefter utanför A-laget 1970, men spelade 1971 nio matcher (ett mål) för klubben i division II då Gais åter gick upp i allsvenskan. Från 1972 till 1979 var han sedan helt ordinarie. Sammanlagt spelade han 183 seriematcher och gjorde 59 mål för Gais. Han blev intern skyttekung för klubben fyra gånger: 1972, 1973, 1974 och 1977, det sistnämnda året delat med Leif Larsson.

## Familj
Kenneth Wessbergs far, Henning Wessberg, spelade för Gais 1943–1948, och hans bror, Sten Wessberg, spelade för Gais 1966–1968. Wessberg är själv far till golfaren Linda Wessberg.